# Umfahrungstunnel Lungern
Der Umfahrungstunnel Lungern, auch Lungerntunnel genannt, entlastet seit 2012 den im schweizerischen Kanton Obwalden gelegenen Ort Lungern vom Durchgangsverkehr der Autostrasse A8.

## Situation
Am Nordende ist ein Zusammenschluss mit dem Umfahrungstunnel Giswil zu einer durchgehenden Neuanlage in Planung. Für das Südende ist eine Verbindung zur Autostrasse A8 im Haslital mit einem ca. 3,5 km langen Brünig-Scheiteltunnel in der Diskussion. 
Der Tunnel ist schweizweit der erste Tunnel, der durchgehend mit LED-Leuchten ausgerüstet wurde. Die rund 450 Leuchten sind in der Mitte der Tunneldecke alle acht Meter montiert. Auch für die Ein- und Ausfahrtsbeleuchtung (Adaptionsbeleuchtung) auf den ersten 300 Metern wurden ca. 100 Leuchten in LED-Technik verwendet. Gegenüber einem durchgehenden Leuchtband mit Leuchtstofflampen können damit über 50 % des Energieverbrauchs gespart werden, was bei diesem Tunnel rund 0,7 Millionen kWh oder rund Fr. 100'000 pro Jahr entspricht. Bei den Investitionskosten heben sich die Mehrkosten für die teureren Lampen mit geringeren Kosten für die einfachere Verkabelung und Steuerung in etwa auf. Neben der Energieeffizienz sind die Lebensdauer der Lampen und die gute gleichmässige Ausleuchtung des Tunnels weitere Vorteile.

## Langzeittests
Der Tunnel dient auch für Langzeittests für verschiedene Raumgestaltungen und ihren Einfluss auf die Tunnelhelligkeit. So wechseln sich Abschnitte mit verschiedenen Kombinationen von dunkler oder heller Decke und Fahrbahn ab. Bei Messungen vor der Eröffnung wurde schon festgestellt, dass die Deckenfarbe keinen Einfluss auf die Tunnelhelligkeit hat. Anders beim Bodenbelag, wobei gewöhnlicher schwarzer Walzasphalt und heller, rund drei Mal so teurer Gussasphalt verwendet wurde. Beim schwarzen Asphalt reicht es, wenn die LED-Lampen am Tag auf 50 % der maximal möglichen Leuchtdichte gedimmt sind und in der Nacht auf 20 %. Beim hellen Bodenbelag reichen am Tag sogar 20 % der Leistung und in der Nacht 10 %, um die benötigte Helligkeit im Tunnel zu erreichen. Mit der Zeit dürfte der schwarze Asphalt heller und der helle Asphalt dunkler werden. Verbesserungswürdig ist auch die Erkennbarkeit der weissen Fahrbahnmarkierungen am hellen Belag.